# Гунбин, Николай Александрович
Николай Александрович Гунбин (17 января 1918, Чухолза, Ярославская губерния — 12 августа 2011, Монино, Московская область) — полковник Советской Армии, участник Великой Отечественной войны, Герой Советского Союза (1944).

## Биография
Николай Гунбин родился 17 января 1918 года в деревне Чухолза (ныне — Борисоглебский район Ярославской области) в крестьянской семье. С 1929 года проживал вместе с семьёй в Сестрорецке, окончил в этом городе школу фабрично-заводского ученичества, затем поступил в Ленинградский институт механизации. В 1936 году Гунбин был призван на службу в Рабоче-крестьянскую Красную Армию и по комсомольской путёвке направлен на учёбу в Челябинском военном авиационном училище лётчиков-наблюдателей, которое окончил в 1939 году. Служил на Дальнем Востоке. Начало войны застало его на курсах переподготовки во 2-й Высшей школе штурманов в Иваново. С июня 1941 года — на фронтах Великой Отечественной войны. Принимал участие в боях на Юго-Западном и Западном фронтах. Участвовал в боях на Украине в 1941 году, битве за Москву. С лета 1942 года Гунбин воевал в составе Авиации дальнего действия СССР, участвовал в боевых вылетах на бомбардировку вражеских объектов в глубоком тылу противника. Бомбил Кёнигсберг, Тильзит, Инстербург, Данциг, Будапешт, Бухарест, Констанцу, Варшаву, Берлин. Совершал бомбардировки вражеских позиций под Сталинградом.
К июлю 1943 года гвардии капитан Николай Гунбин был штурманом эскадрильи 10-го гвардейского авиаполка дальнего действия 3-й гвардейской авиадивизии дальнего действия 3-го гвардейского авиакорпуса АДД СССР. К тому времени он совершил 288 боевых вылетов.
Указом Президиума Верховного Совета СССР от 19 августа 1944 года за «образцовое выполнение заданий командования и проявленные мужество и героизм в боях с немецкими захватчиками» гвардии капитан Николай Гунбин был удостоен высокого звания Героя Советского Союза с вручением ордена Ленина и медали «Золотая Звезда» за номером 4360.
Участвовал в Курской битве, боях под Ленинградом, освобождении Польши, боях в Восточной Пруссии. Всего за время своего участия в боевых действиях Гунбин совершил 299 боевых вылетов. После окончания войны он продолжил службу в Советской Армии. В 1951 году окончил Военно-воздушную академию. С 1954 года преподавал в этой же академии, был доцентом. В 1988 году в звании полковника был уволен в запас. Проживал в посёлке Монино Щёлковского района Московской области. Скончался 12 августа 2011 года, похоронен на Гарнизонном кладбище Монино.

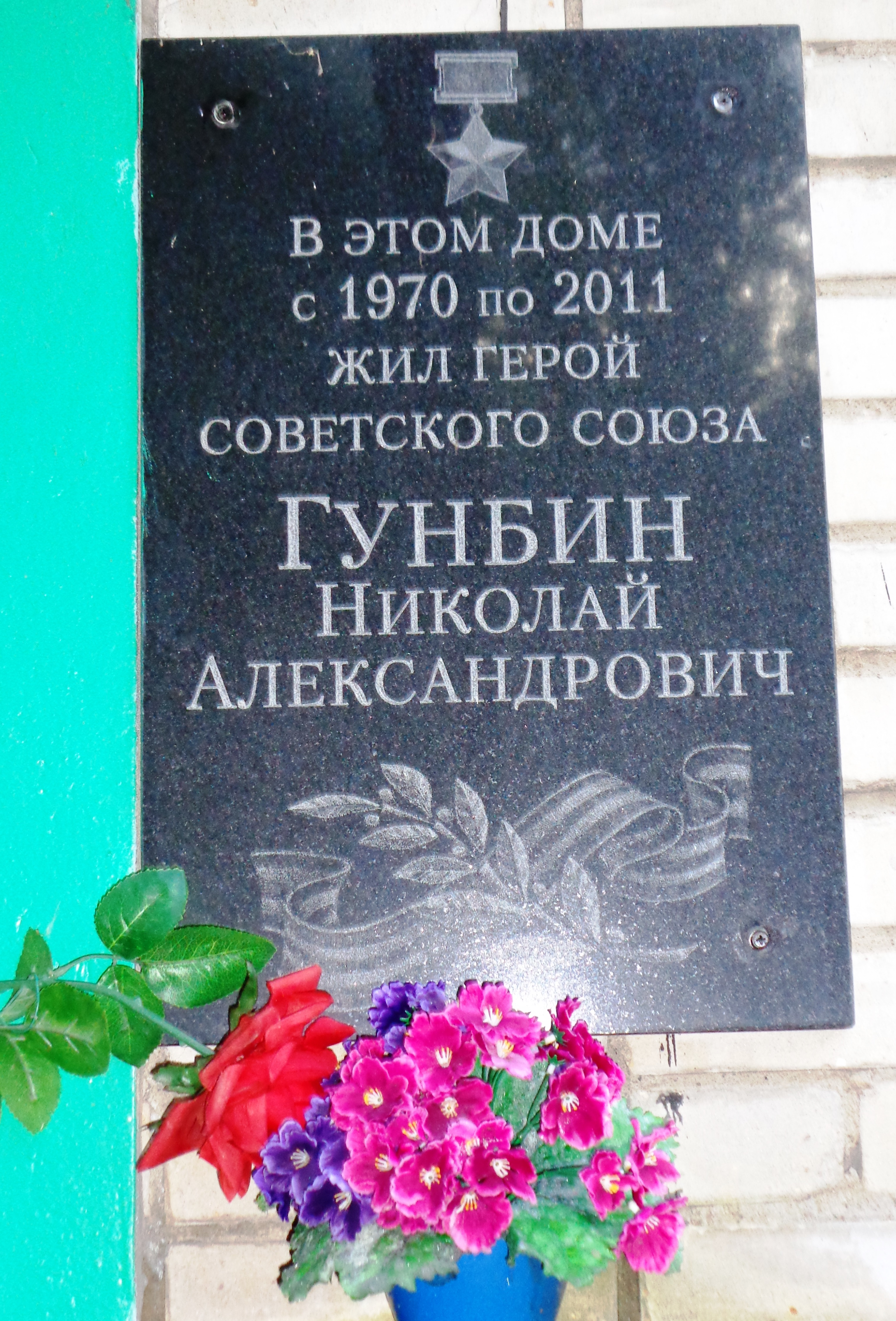
Мемориальная доска Н. А. Гунбину

Был награждён двумя орденами Ленина, тремя орденами Красного Знамени, двумя орденами Отечественной войны 1-й степени, орденами Красной Звезды и «За службу Родине в Вооруженных Силах СССР» 3-й степени, а также рядом медалей.